# 叙大铁路
叙大铁路，位于四川省泸州市南部叙永县和古蔺县内，西起隆黄铁路叙永站，东至古蔺县大村站。全长85.539公里。 

## 线路
隧道29座，隧道总长54.975公里，占线路总长的64.27%，最长的隧道为乐园隧道，位于古蔺县箭竹乡及德耀镇境内，穿越鸡心山，全长8564米，最大埋深643米，是本线路的控制性工程。 
桥梁43座11118.63延长米，其中特大桥1座、大桥35座、中桥7座。
中间站4个、会让站3个。到发线550m，预留650m。东风4B内燃牵引。货车上行2400t，下行1100t。客车750t。旅客列车设计行车速度80km/h.
初期年运量1140万吨，远期年运量1742万吨。

## 历史
四川省发改委以川发改交[2006]527号立项批复，项目业主为四川叙大铁路有限责任公司，总投资39.1797亿元，建设资金来自为企业自筹35%，银行贷款65%。于2011年12月23日开工，工期3年。叙永段于2015年12月31日竣工通车。
2018年7月12日，叙大铁路铺架到终点站大村车站。
2021年12月6日，叙大铁路正式开通运营。